# بيت ميتمان
بيت ميتمان (بالهولندية: Piet Metman)‏ (14 يونيو 1916 – 28 مارس 1990) هو سبّاح هولندي راحل، مثّل بلاده في الألعاب الأولمبية الصيفية 1936.

## روابط خارجية
بيت ميتمان على موقع أوليمبيديا (الإنجليزية)